# Danmarks ambassade i Helsinki
Danmarks ambassade i Helsinki er Danmarks diplomatiske repræsentation i Finland. Ambassaden blev etableret i 1921, kort tid efter Finlands uafhængighedserklæring, og Danmark anerkendte den nye finske stat.
Ambassadens primære opgave er at fremme danske interesser i Finland og arbejde for at styrke samarbejdet mellem Danmark og Finland på en række områder, herunder politik, økonomi, handel, kultur og videnskab.
Ambassaden i Helsinki yder også konsulær bistand til danske borgere i Finland, f.eks. ved pas- og visumansøgninger, og bistand i tilfælde af ulykker, sygdom og dødsfald.
Ambassaden ledes af ambassadør Jakob Nymann-Lindegren og består af en række afdelinger, herunder politisk afdeling, økonomisk afdeling, handelsafdeling og konsulær afdeling.
Ambassaden samarbejder tæt med Finlands regering, EU-institutioner i Finland og andre internationale organisationer i Finland, herunder NATO og FN.
Danmarks ambassade i Helsinki spiller også en vigtig rolle i at fremme samarbejdet mellem Danmark og de finsksprogede samfund i Norden, herunder samisk kultur og sprog.